# David Morris
David Morris (n. 31 august 1984, Melbourne, Victoria, Australia) este un sportiv ce a reprezentat Australia, medaliat olimpic. A participat la 2 ediții ale Jocurilor Olimpice (2010, 2014) în care a câștigat o medalie de argint.